# Majrbek Tajsumov
Majrbek Vakhajevitj Tajsumov (russisk : Майрбек Вахаевич Тайсумов; født 8. august 1988 i Grosnyj i Tjetjenien) er en russisk-østrigsk MMA-udøver af tjetjensk afstamning. Han kæmper i lightweight-divisionen i Ultimate Fighting Championship, og kæmpede tidligere for M-1 Global.  Han er i Danmark mest kendt for at have besejret danske Damir Hadžović på TKO den 10. april 2016, på UFC Fight Night 86, hvor han blev tildelt sin anden $50.000 "Performance of the Night"-bonuspris.  

## Tidlige liv og privatliv
Tajsumov blev født den 8. august 1988 i Grosnyj, hovedstaden i den moderne tjetjenske republik Rusland. Han er fra Yalkhoy (Biytro gar) teip (klan). Han træner i Wien i Østrig på MMA Vienna og Tiger Muay Thai i Phuket i Thailand .  Han startede sin sportslige karriere som fodboldspiller, før han opdagede at kæmpe var hans sande passion og helligede sin karriere til kampsport. Han fik sin professionelle MMA-debut i 2007.  Han er en hengiven sunni muslim. I juli 2018 fik Taisumov et marokkansk statsborgerskab til at hjælpe ham med at få et amerikansk visum. 

## MMA-karriere

### M-1 Global
Tajsumov tilbragte meget af sin karriere ved at kæmpee for <a href="./M-1%20Global" rel="mw:WikiLink" data-linkid="undefined" data-cx="{&quot;userAdded&quot;:true,&quot;adapted&quot;:true}">M-1 Global</a>. Han fik sin M-1 Global-debut mod Borys Mankowski den 5. februar 2010 og vandt via TKO i anden omgang. 
Tajsumov knockoutede Julien Boussuge i første omgang den 29. maj 2010 på M-1 Selection 2010: Western Europe Round 3. 
Tajsumov submittede Serhij Adamtjuk i første omgang den 22. juli 2010 og vandt M-1 Selection 2010: Eastern Europe Tournament. 
I sin sidste M-1 Globale kamp submittede Tajsumov, Artem Damkovsky i tredje omgang i en rematch den 30. november 2013 på M-1 Challenge 44. 

### Ultimate Fighting Championship
Tajsumov fik sin UFC-debut mod Tae Hyun Bang den 4. januar 2014 på UFC Fight Night 34, hvor han vandt en dominerende enstemmig afgørelse. 
Tajsumov skulle have mødt UFC-veteranen Gleison Tibau den 23. marts 2014 på UFC Fight Night 38.  Tibau trækkede sig ud af kampen på grund af en knæskade og blev erstattet af Michel Prazeres, der vandt en dominerende enstemmig afgørelse. 
Tajsumov slog nykommeren Marcin Bandel i første omgang på TKO den 4. oktober 2014 på UFC Fight Night 53 . 
Tajsumov skulle have mødt Yan Cabral den 24. januar 2015 ved UFC på Fox 14.  Cabral trak sig ud af kampen på grund af en knæskade og blev erstattet af UFC-nykommeren Anthony Christodoulou, som Taisumov slog ud i anden omgang. 
Da hans kontrakt udløb, meddelte Tajsumov at han havde underskrevet en ny femkampkontrakt på Twitter den 8. februar 2015. 
Tajsumov slog Alan Patrick via anden-omgangs TKO den 20. juni 2015 på UFC Fight Night 69, hvor han opnåede en "Performance of the Night"-bonus på $50.000.  
Tajsumov forventedes at møde Beneil Dariush den 17. januar 2016, ved UFC Fight Night 81.  Dariush trak sig ud af kampen i begyndelsen af december på grund af en skade og blev erstattet af Chris Wade.  Imidlertid blev Tajsumov fjernet fra kampen på grund af visumproblemer og blev erstattet af Mehdi Baghdad. 
Tajsumov slog UFC-nykomneren Damir Hadžović på TKO den 10. april 2016, på UFC Fight Night 86, hvor han blev tildelt sin anden $50.000 "Performance of the Night"-bonuspris.  
Tajsumov mødte UFC-nykommeren Felipe Silva den 2. september 2017 på UFC Fight Night: Struve vs. Volkov.  Han vandt kampen via knockout i første omgang.  Sejren tjente Tajsumov sin tredje på Performance of the Night bonuspris i træk. 
Tajsumov mødte Desmond Green den 15. september 2018 på UFC Fight Night 136.  Ved indvejning vejede Tajsumov fem pund over lightweight-ikke-titel-kamp-grænsen på 156 og fik en bøde på 40% af sin løn mod Green.  Tajsumov vandt kampen via enstemmig afgørelse. 
Tajsumov er planlagt til at møde Carlos Diego Ferreira den 7. september 2019 på UFC 242. 

## Mesterskaber og præstationer

### MMA
- Ultimate Fighting Championship
  - Performance of the Night (3 gange) vs. Alan Patrick, Damir Hadžović og Felipe Silva